# انقلاب فیلیپین

پرچم جنبش کاتیپونان.

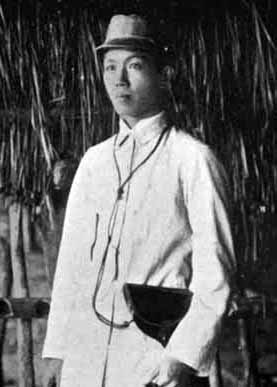
امیلیو آگوینالدو در نقش فیلد مارشال.

انقلاب فیلیپین (فیلیپینی: Himagsikang Pilipino) که اسپانیایی‌ها به آن جنگ تاگالوگ می‌گویند، که یک انقلاب توسط مردم فیلیپین بود که با جنگهایی با نیروهای استعمارگر اسپانیا همراه بود.

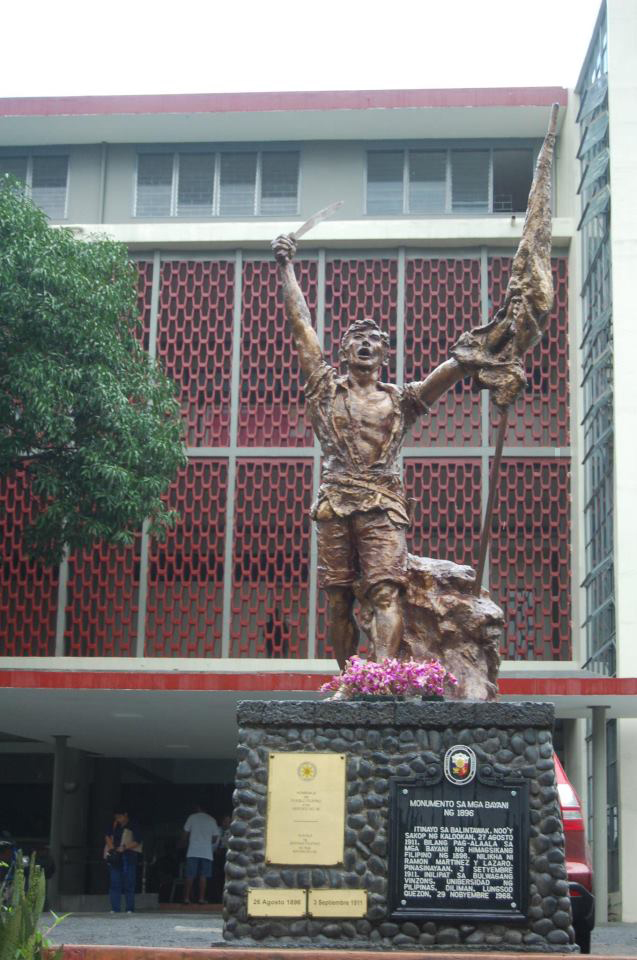
یادمان انقلاب ۱۸۹۶ در دانشگاهی دیلیمان فیلیپین.

انقلاب فیلیپین در ماه اوت سال ۱۸۹۶ اتفاق افتاد؛ وقتی که مقامات اسپانیایی سازمان مخفی ضد استعماری با نام کاتیپونان را کشف کردند. کاتیپونانبه رهبری آندرس بونیفاسیو یک جنبش آزادیخواهانه بود که هدفش استقلال از اسپانیا از طریق جنگ مسلحانه بود. دامنه نفوذ این سازمان به سراسر فیلیپین گسترش یافت. طی اجتماع بزرگی که در کالوکان تشکیل شد، رهبران کاتیپونان سازمان خود را به یک دولت انقلابی به نام دولت تازه تأسیس "Haring Bayang Katagalugan" نام نهادند و در سراسر کشور اعلام جنگ مسلحانه نمودند. بونیفاسو مردم را برای حمله در شهر مانیل فراخوانی کرد. این حمله شکست خورد؛ اما استان‌های اطراف شروع به شورش کردند. به خصوص، شورشیان در کاویته به رهبری ماریانو آلوارز و امیلیو اگوینلدو (که از دو جناح مختلف از کتیپونن بودند) پیروزی‌هایی کسب کردند. مبارزه قدرت در میان گروه انقلابیون منجر به مرگ بونیفاسیو در سال ۱۸۹۷ شد که پس از آن فرماندهی قیامها به اگوینلدو رسید. اگوینلدو بعدها پیمانی برای کاهش خشونت امضا کرد و خودخواسته خود خود را به هنگ کنگ تبعید کرد اما این جنگ هرگز به طور کامل متوقف نشد.
در سال ۱۸۹۸ جنگ بین اسپانیا و آمریکا در خلیج مانیل رخ داد که موجب تسلط آمریکا بر مانیل شد. بعدها آگوینلدو به طور غیررسمی در شورش‌هایش علیه اسپانیایی‌ها در کنار آمریکا قرار گرفت. در ۱۲ ژوئن ۱۸۹۸ اگوینلدو اعلامیه استقلال فیلیپین را صادر کرد. اگر چه این اعلان به معنی اعلام پایان انقلاب بود اما نه اسپانیا و نه آمریکا استقلال فیلیپین را نپذیرفتند.
سلطه اسپانیا بر فیلیپین در قطعنامه پاریس در سال ۱۸۹۸ رسماً اعلام شد که به موجب آن جنگ آمریکا-اسپانیا هم خاتمه یافت. اسپانیا به موجب این قطعنامه اداره فیلیپین و سایر بخش‌ها را به آمریکا واگذار کرد.
در ۴ فوریه ۱۸۹۹ در نبرد مانیل بین نیروهای فیلیپین و آمریکا جنگ درگرفت که شروع جنگ فیلیپین - آمریکا بود. در ژوئن همان سال رسماً از سوی فیلیپینی‌ها جنگ با آمریکا اعلام شد.
استقلال و رسمیت کشور فیلیپین تا سال ۱۹۴۶ طول کشید.

## کتابشناسی
- Guerrero, Milagros; Custodio, Teresa Ma.; Dalisay, Jose Y. (1998), "Reform and Revolution", Kasaysayan: The History of the Filipino People, vol. 5, Asia Publishing Company Limited, ISBN 962-258-228-1
- Kalaw, Maximo Manguiat (1927), The Development of Philippine Politics, Oriental commercial, retrieved February 7, 2008